# 昭和がらくた劇場
『昭和がらくた劇場』（しょうわがらくたげきじょう）は、かつて2011年1月30日から2021年3月28日まで岐阜放送（ぎふチャン）で毎月第2・最終日曜日に放送されていた教養番組である。

## 概要
- 架空のバー「昭和がらくた劇場バー」に訪れる常連客とマスターが、当時の岐阜県や日本各地での出来事について語っていくとともに、その頃にヒットした昭和歌謡曲についても触れていく。昭和歌謡曲で放送されるVTRはテレビ東京から借りたものである。
- 2012年5月から2013年3月は「昭和がらくた劇場II」として放送、2013年4月から10月は「昭和がらくた劇場 ナハネ2013」として放送していた。
- 2021年3月28日に約10年にわたる放送を終了した。放送回数は188回。

## 出演者
常連客
- スーさん(元新聞記者jimmy(ジミー))こと杉山幹夫（岐阜放送会長兼社長） - この番組終了をもって、ぎふチャンの会長兼社長を辞任。
- 茶畑和也（イラストレーター）

バーテンダー
- 尾藤すみれ（2019年9月8日 - ）

過去の出演者
- オカダミノル（シンガーソングライター・ライター） - 長らくバーテンダーを務めてきたが、諸事情により2019年8月をもって、ぎふチャンの出演全番組を降板。

## 放送局
| 放送対象地域 | 放送局     | 系列   | 放送日時 | 備考                        |
| ------------ | ---------- | ------ | --- | --------------------------- |
| 岐阜県       | 岐阜放送   | 独立局 | 第2・最終日曜 18:00 - 18:30 （2011年1月30日 - ）                                                                        | 製作局                      |
| 三重県       | 三重テレビ | 独立局 | 第4火曜 24:20 - 24:50 （2011年4月26日 - 2011年9月27日） 第3金曜 24:20 - 24:50 （2011年10月21日 - 2012年1月20日） 不定期 | 2021年4月16日（金）放送終了 |

## 過去のネット局
| 放送局       | 放送曜日 | 放送時間         | 備考 |
| ------------ | -------- | ---------------- | ---- |
| テレビ神奈川 | 不明     | 途中で打ち切り。 |      |

## 備考
- 2011年10月より、岐阜放送では最終土曜 23:30 - 24:00枠で前月分の再放送が行われていた。また、水曜15:00-15:30枠でも「アンコールアワー」として再放送を月1回行っている。
- 2011年7月24日は最終日曜ではないが、地上デジタル放送完全移行記念として「地デジ化記念スペシャル〜お茶の間にテレビがやってきた日」を17:45 - 18:30に放送。
- 2013年12月29日放送分では三重県伊勢市でロケを行い、ネット局である三重テレビの志田行弘社長がゲストとして登場した。
- 2015年10月より、第2日曜日にも放送されている。
- 2021年3月28日に放送は終了したが、同年4月2日に特別編として『昭和がらくた劇場特別編 刃物のまち関市を発信「せきてらす」』が放送されている。